# Willy Chirino

Willy Chirino, 2009

Wilfredo José Chirino (* 5. April 1947 in Consolación del Sur, Pinar del Río, Kuba) ist ein kubanisch-US-amerikanischer Salsa-Sänger, Songschreiber und Produzent.
Chirino siedelte 1961, mit 14 Jahren, in die USA über, wo er in den 1970er Jahren seine Musikerkarriere startete und bis heute lebt.
Sein Album Son del Alma gewann 2006 den Grammy für das beste Salsa-/Merengue-Album. Er wirkte zudem auf dem Album Wild Card der Rippingtons mit.

## Diskographie
- One man alone (1974)
- Chirino (1975)
- Chirino 3 (1976)
- Quien salvó la ciudad (1977)
- Evolucion (1978)
- Come Into My Music (1979)
- Diferente (1980)
- La Salsa y Yo (1981)
- Chirinísimo (1982)
- Subiendo (1983)
- 14 Éxitos (1985)
- Zarabanda (1985)
- Amándote (1988)
- Lo que Está Pa' Ti (1989)
- Acuarela del Caribe (1990)
- Oxígeno (1991)
- Un Tipo Típico y Sus Éxitos (1992)
- Mis Primeros Éxitos (1992)
- South Beach (1993)
- Oro Salsero: 20 Éxitos (1994)
- Brillantes (1994)
- Asere (1995)
- Antología Tropical (1996)
- Baila conmigo (1997)
- Oro Salsero: 10 Éxitos Vol. 1 (1997)
- Oro Salsero: 10 Éxitos Vol. 2 (1998)
- Cuba libre (1998)
- 20th Anniversary (1999)
- Greatest hits (2000)
- Soy (2000)
- Afro-Disiac (2001)
- 15 Éxitos (2002)
- Serie Azul Tropical (2003)
- Son del Alma (2004)
- Cubanísimo (2005)
- 20 Éxitos Originales (2005)
- En Vivo: 35 Aniversario (2006)
- Amarraditos (con Lissette) (2007)
- Lo Esencial (2007)
- Tesoros de Colección (2007)
- Pa' Lante (2008)
- Grandes Éxitos en Vivo (2008)
- My Beatles Heart (2011)
- Mis Favoritas (2011)
- Llegó la Navidad (2012)
- Soy... I Am: Mis Canciones - My Songs (2013)
- Serie Platino (2014)
- Navidad en Familia (con Lissette) (2018)